# Myrmelastes
Myrmelastes es un género de aves paseriformes perteneciente a la familia Thamnophilidae que agrupa a ocho especies nativas de América del Sur cuyas áreas de distribución se encuentran desde el norte del continente (Colombia, Venezuela y las Guayanas) hasta el sur de Perú, centro de Bolivia y sur de la Amazonia brasileña. Estas especies anteriormente formaban parte del género Schistocichla, excepto la especie tipo que formaba parte del amplio Myrmeciza, y de donde fue separada recientemente, en 2013. A sus miembros se les conoce por el nombre popular de hormigueros.

## Etimología
El nombre genérico masculino «Myrmelastes» se compone de las palabras del griego «murmēx» que significa ‘hormiga’ y «lastēs» que significa ‘asaltante’.

## Descripción original
El género Myrmelastes fue descrito originalmente por el ornitólogo británico Philip Lutley Sclater en 1858, la especie tipo es Thamnophilus hyperythrus = Myrmelastes hyperhthrus.

## Características
Las aves de este género son hormigueros bastante similares, midiendo entre 15 y 18 cm de longitud. Habitan en selvas húmedas de baja altitud. Los machos son grises con puntos blancos en las alas y las hembras son rufo anaranjadas por abajo con puntos pardo amarillentos en las alas. Las hembras de M. hyperhythrus son similares, pero con las partes superiores grises y puntos blancos en las alas. Tanto macho como hembra de hyperythrus presentan una mancha azul pálida de piel desnuda alrededor de los ojos, diferente del resto del grupo. Todas tienen como costumbre levantar la cola para después bajarla a cerca de 30° debajo de la línea horizontal.

## Distribución y hábitat
Juntas, el grupo compuesto por leucostigma, humaythae, brunneiceps y rufifacies cubren la mayor parte de la Amazonia; schistaceus e hyperythrus se limitan al occidente de la Amazonia y caurensis se restringe a la región de los tepuyes en el escudo guayanés.

## Lista de especies
Según las clasificaciones Clements Checklist/eBird y del Congreso Ornitológico Internacional, este género agrupa a las siguientes especies, con el respectivo nombre popular de acuerdo con la Sociedad Española de Ornitología (SEO), u otro cuando referenciado:
| Imagen | Nombre científico       | Autor                | Nombre común               | Estado de conservación | Distribución |
| ------ | ----------------------- | -------------------- | -------------------------- | ---------------------- | ------------ |
|        | Myrmelastes schistaceus | (P.L. Sclater), 1858 | hormiguero pizarroso       | LC                     |              |
|        | Myrmelastes saturatus   | (Salvin), 1885       | hormiguero del Roraima     | LC                     |              |
|        | Myrmelastes hyperythrus | (P.L. Sclater), 1855 | hormiguero plomizo         | LC                     |              |
|        | Myrmelastes leucostigma | (Pelzeln), 1868      | hormiguero alimoteado      | LC                     |              |
|        | Myrmelastes humaythae   | (Hellmayr), 1907     | hormiguero de Humaitá      | LC                     |              |
|        | Myrmelastes brunneiceps | J.T. Zimmer, 1931    | hormiguero de cabeza parda | LC                     |              |
|        | Myrmelastes rufifacies  | Hellmayr, 1929       | hormiguero de cara rufa    | LC                     |              |
|        | Myrmelastes caurensis   | (Hellmayr), 1906)    | hormiguero del Caura       | LC                     |              |

## Taxonomía
Las especies schistaceus, leucostigma y caurensis eran anteriormente colocadas en el género Percnostola bajo los nombres Percnostola schistacea, Percnostola leucostigma y Percnostola caurensis, posteriormente fueron transferidas al género Schistocichla Todd, 1927.
La especie saturata fue elevada al rango de especie (antes era la subespecie Schistocichla leucostigma saturata) siguiendo a Braun et al (2005), lo que fue aprobado en la Propuesta N° 240 al Comité de Clasificación de Sudamérica (SACC).
Las especies humaythae, brunneiceps y rufifacies fueron elevadas al rango de especie (antes eras subespecies de Schistocychla leucostigma) siguiendo a Isler et al (2007), lo que fue aprobado en la Propuesta N° 301 al SACC.

### Estudio del géneroMyrmecizay sus consecuencias
La historia del género Myrmeciza se caracteriza por décadas de controversias e incertezas. Autores más recientes expresaron dudas consistentes en relación con la monofilia del grupo, pero no había ninguna revisión disponible que realmente probase la monofilia del grupo.
El estudio de Isler et al. 2013 presentó resultados de filogenia molecular de un denso conjunto de taxones de la familia Thamnophilidae (218 de 224 especies). Estos datos suministraron un fuerte soporte a la tesis de que Myrmeciza no era monofilético y que sus miembros están distribuidos en tres de las cinco tribus de la subfamilia Thamnophilinae propuestas por Moyle et al. 2009. También se compararon las características morfológicas, comportamentales y ecológicas de las especies de Myrmeciza con sus parientes próximos dentro de cada tribu, con el objetivo de determinar los límites genéricos.
Como resultado de estos análisis, los autores propusieron que las especies entonces situadas en Myrmeciza fueran reasignadas al propio género y a otros once, cinco de los cuales fueron resucitados: Akletos, Myrmelastes, Myrmoderus, Myrmophylax y Sipia, y seis de los cuales fueron descritos por primera vez: Ammonastes, Ampelornis, Aprositornis, Hafferia, Poliocrania, y Sciaphylax.
Específicamente en relación con la entonces Myrmeciza hyperythra, Isler et al. 2013 demostraron que se encontraba agrupada dentro del grupo de especies que entonces formaban el género Schistocichla y que todo este grupo estaba hermanado a Sclateria naevia. A todo este grupo lo denominaron un clado Sclateria, dentro de una tribu Pyriglenini. Para resolver esta cuestión taxonómica, propusieron agrupar M. hypeythra y Schistocichla en el presente género resucitado Myrmelastes. En la Propuesta N° 628 al (SACC), se aprobó este cambio, junto a todos los otros envolviendo el género Myrmeciza. Como consecuencia, Schistocichla pasó a ser un sinónimo posterior del presente género.